# Erlanger
Erlanger és una població dels Estats Units a l'estat de Kentucky. Segons el cens del 2000 tenia 16.676 habitants.

## Demografia
Segons el cens del 2000, Erlanger tenia 16.676 habitants, 6.597 habitatges, i 4.406 famílies. La densitat de població era de 772,9 habitants/km².
Dels 6.597 habitatges en un 34,3% hi vivien nens de menys de 18 anys, en un 51,8% hi vivien parelles casades, en un 11,1% dones solteres, i en un 33,2% no eren unitats familiars. En el 28% dels habitatges hi vivien persones soles el 9,3% de les quals corresponia a persones de 65 anys o més que vivien soles. El nombre mitjà de persones vivint en cada habitatge era de 2,5 i el nombre mitjà de persones que vivien en cada família era de 3,09.
Per edats la població es repartia de la següent manera: un 26,4% tenia menys de 18 anys, un 8,7% entre 18 i 24, un 33% entre 25 i 44, un 20,2% de 45 a 60 i un 11,7% 65 anys o més.
L'edat mediana era de 34 anys. Per cada 100 dones de 18 o més anys hi havia 87,8 homes.
La renda mediana per habitatge era de 42.835 $ i la renda mediana per família de 51.442 $. Els homes tenien una renda mediana de 36.585 $ mentre que les dones 27.296 $. La renda per capita de la població era de 20.834 $. Entorn del 4% de les famílies i el 5,6% de la població estaven per davall del llindar de pobresa.

## Poblacions més properes
El següent diagrama mostra les poblacions més properes.